# 大井又次
大井 又次（おおい またじ、1895年（明治28年）1月2日 - 没年不明）は、大正から昭和時代前期の台湾総督府官僚。彰化市長。

## 経歴・人物
佐賀県佐賀市寺町（現・佐賀市唐人）に生まれる。1914年（大正3年）3月に佐賀県立佐賀中学校を卒業後に渡台し、新竹庁財務課に奉職。
ついで新竹州官房税務課、桃園税務出張所州税係長、台北州税務課州税係長、府財務局勤務を経て、1937年（昭和12年）9月に地方理事官に進み、台北州蘇澳郡守に就任した。のち1939年（昭和14年）7月、台中州大甲郡守を経て、1941年（昭和16年）1月に彰化市長に就任した。